# Новікав Сяргєй Володимирович
Новікав Сяргєй Володимирович (біл. Новікаў Сяргей Уладзіміравіч; 29 червня 1989, Мінськ) — білоруський професійний боксер, призер чемпіонату Європи серед аматорів.

## Аматорська кар'єра
На чемпіонаті Європи 2013 в категорії до 81 кг Сяргєй Новікав завоював бронзову медаль.
- В 1/8 фіналу переміг Дмитра Булгакова (Україна) — 3-0
- У чвертьфіналі переміг Хрвоє Сеп (Хорватія) — 3-0
- У півфіналі не вийшов на бій проти Микити Іванова (Росія) через травму.

На чемпіонаті світу 2013 переміг одного суперника, а в наступному поєдинку програв Суміту Сангвану (Індія).
На Європейських іграх 2015 програв у першому бою Суліману Абдурашидову (Франція).
На кваліфікаційному турнірі до Олімпійських ігор 2016 програв Джошуа Буатсі (Велика Британія).

## Професіональна кар'єра
2018 року переїхав до США і дебютував на профірингу. Впродовж 2018-2022 років провів одинадцять поєдинків, у всіх здобувши дострокові перемоги.